# 马启越
马启越（2004年3月25日—）是中国一名男演员、前儿童演员，出生于山东省济南市。他隶属于爱奇艺旗下的经纪公司德漾娱乐。

## 主要作品

### 电影
| 电影名       | 公映日期      | 饰演角色 |
| ------------ | ------------- | -------- |
| 《飞越光年》 | 2020年7月30日 | 郑小星   |

### 电视剧
| 剧名           | 首播频道 / 平台        | 饰演角色       |
| -------------- | ---------------------- | -------------- |
| 《泰拉星环》   | 爱奇艺                 | 英男           |
| 《延禧攻略》   | 爱奇艺                 | 小路子         |
| 《如懿传》     | 腾讯视频               | 弘时（少年）   |
| 《大唐魔盗团》 | 腾讯视频               | 李天（少年）   |
| 《时间都知道》 | 北京卫视               | 易钦东（童年） |
| 《觉醒年代》   | 中国中央电视台综合频道 | 陈乔年         |
| 《第二次初见》 | 未                     | 段邵义         |

### 其他
- 《我要的人生 （页面存档备份，存于）》（庆祝中国共产党成立100周年宣传片） 共青团中央、中国青年报、中青在线出品，饰红军战士[6]。
- 《我的青春，你来过 （页面存档备份，存于）》（未成年人犯罪宣传片，最高人民检察院影视中心出品），饰王浩南，与陈靖可、印小天同台[7]。